# コンパル

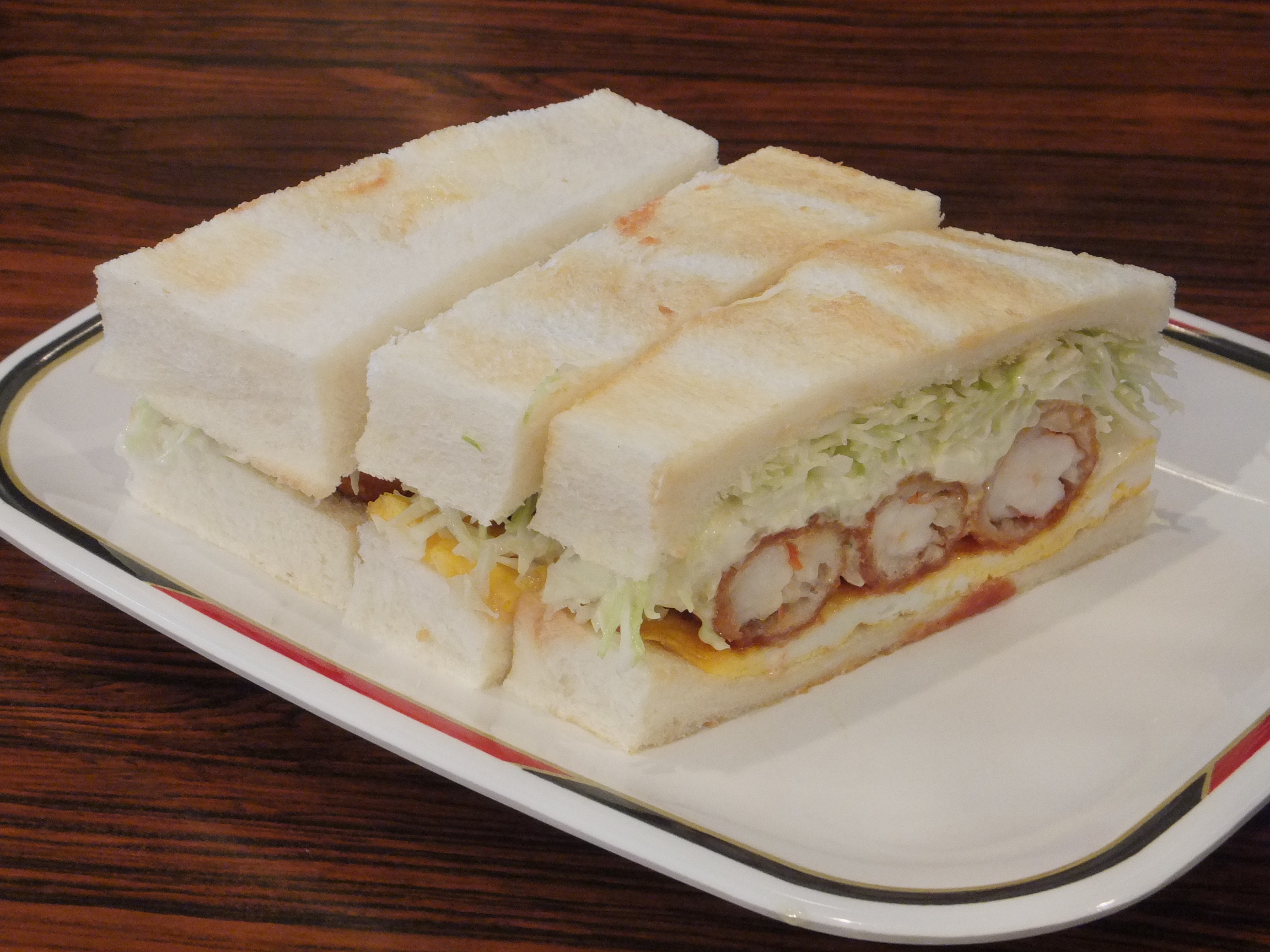
エビフライサンド（2013年（平成25年）6月）

株式会社コンパルは、愛知県名古屋市を中心に店舗を展開する喫茶店運営会社。

## 概要

### 名称の由来
創業者の若田積蔵が第二次世界大戦（太平洋戦争）中に中国へ渡った際に見た、当地で繁盛していた飲食店「金春」の名称にちなむという。

### 沿革
- 1947年（昭和22年） - 創業者が愛知県名古屋市中区において、喫茶店「コンパル」を開業[1]。
- 1948年（昭和23年） - 現在の大須本店所在地に店舗移転[1]。
- 1949年（昭和24年） - 合資会社コンパルとして会社設立[1]。
- 1973年（昭和48年） - 愛知県名古屋市昭和区に本社ビルが完成し、コンパル御器所店を開業する[1]。また、同ビル内においてセントラルキッチン部門を開設[1]。
- 1978年（昭和53年） - 株式会社に改組[1]。
- 1983年（昭和58年）ごろ - エビフライサンドが誕生[3]。タモリのエビフリャー発言の影響もあって作られたとされる[3]。
- 1989年（平成元年） - 世界デザイン博覧会港会場に出店[1]。
- 1991年（平成3年） - 愛知県名古屋市南区南野において、セントラルキッチン食品工場が完成[1]。
- 2006年（平成18年） - 瀬戸焼きそば専門店である「福蔵」を開業[1]。
- 2020年（令和2年） - 全店終日禁煙となる。

## メニュー
喫茶店コンパルを代表する商品として、コーヒーのほか、種類が豊富なサンドウィッチが挙げられる。エビフライサンドは地元企業がランチミーティングや懇談会でよく注文するほか、テイクアウトでも人気が高い。代表取締役社長の若田によると「名古屋と言えばエビフライという単純な考えから始めた」ということであるが、市内7店舗で1日あたり計750食を売り上げる人気商品である。

## 店舗
|   |              | 店舗名       | 所在地(すべて名古屋市内) | 開業年             | 備考 |
| - | ------------ | ------------ | ------------------------ | ------------------ | --- |
| 1 | 大須本店     | 大須本店     | 中区大須三丁目           | 1948年（昭和23年） | 創業店舗を中区から移転。                                                                                            |
| 2 | メイチカ店   | メイチカ店   | 中村区名駅三丁目         | 1957年（昭和32年） | 2号店。メイチカの開業とともにオープン。メイチカの再開発のため、2023年3月31日で営業を休止。                          |
| 3 | 栄西店       | 栄西店       | 中区栄三丁目             | 1965年（昭和40年） | |
| 4 | 金山店       | 金山店       | 中区金山一丁目           | 1967年（昭和42年） | |
| 5 | 栄東店       | 栄東店       | 中区栄三丁目             | 1969年（昭和44年） | |
| 6 |              | 御器所店     | 昭和区御器所通           | 1973年（昭和48年） | 本社ビル及び本部事務所に併設。                                                                                      |
| 7 | 平和店       | 平和店       | 中区平和一丁目           | 1976年（昭和51年） | 元社員による個人営業店舗。                                                                                          |
| 8 | 今池店       | 今池店       | 千種区今池一丁目         | 2003年（平成15年） | 元社員による個人営業店舗。                                                                                          |
| 9 | サンロード店 | サンロード店 | 中村区名駅四丁目         | 2020年（令和2年）  | 2月27日に開業。コンパルの直営店舗としては36年ぶりの新店舗であるという。店名の通り、名駅地下街サンロードに所在する。 |

## かつて存在した店舗
- 浄心店
- 瑞穂通店（愛知県名古屋市瑞穂区瑞穂通）
- 大曽根店
- 鶴舞店
- 豊田ビル店
- テルミナ店
- 名古屋市総合体育館店
- 国際センタービル店